# Ecgbald
Ecgbald (Egcbaldus; żył w VIII wieku) – średniowieczny biskup Winchesteru.
Wiadomo, że był wyświęcony na biskupa między 759 a 77 rokiem. Jego nazwisko pojawia się na kilku zachowanych aktach darowizny króla Wesseksu Cynewulfa, które biskup potwierdzał jako świadek.
Ecgbald zmarł między 781 a 784 rokiem, a jego następcą został biskup Dudd.